# Anders Fogh Rasmussen
Anders Fogh Rasmussen (Ginnerup, 26 januari 1953) is een Deense politicus. Van 1 augustus 2009 tot 1 oktober 2014 was hij secretaris-generaal van de NAVO. Hij volgde toen de Nederlander Jaap de Hoop Scheffer op. Rasmussen is de voormalige premier van Denemarken en was leider van de liberale partij Venstre.

## Levensloop
Rasmussen is als zoon van een boer in Oost-Jutland opgegroeid. Van jongs af aan was hij actief in de politiek. Van 1974 tot 1976 was hij voorzitter van het jongerenverbond van de liberale partij. Hij studeerde in 1978 aan de Universiteit van Aarhus af als econoom en werd in hetzelfde jaar voor het eerst in het Deense parlement, het Folketing, gekozen. Van 1987 tot 1992 was hij minister van Belastingen in de conservatief-liberale coalitie van Poul Schlüter, en van 1990 tot 1992 tegelijkertijd minister van Economie. In 1992 nam Rasmussen ontslag nadat een onderzoek had uitgewezen dat zijn ministerie onvolledige informatie over een rekeningpost had verstrekt. Rasmussen was het niet met de commissie eens, maar er werd met een motie van wantrouwen gedreigd en hij besloot zijn post op te zeggen. In 1998 werd hij desondanks tot voorzitter van zijn partij gekozen, als opvolger van Uffe Ellemann-Jensen die in 1994 en 1998 er niet in slaagde de sociaaldemocratisch-links-liberale coalitie van Poul Nyrup Rasmussen te verslaan.

## Kabinetten
Bij de verkiezingen in 2001 was Anders Fogh Rasmussen de leider van de oppositie tegen de sociaaldemocratisch-links-liberale coalitie van Poul Nyrup Rasmussen. Venstre slaagde erin om voor het eerst sinds 1920 de Sociaaldemocraten als grootste partij te passeren. Voor het eerst sinds 1929 bestond er nu een puur rechtse meerderheid en kon er zonder de kleine links-liberale centrumpartij Radikale Venstre worden geregeerd. Ontevredenheid met het losse immigratiebeleid van de sociaaldemocratisch-links-liberale coalitie in de jaren negentig was een centraal thema bij de verkiezingen. Rasmussen vormde een coalitie met de Conservatieve Volkspartij die door de Deense Volkspartij werd gesteund.
Na de verkiezingen op 8 februari 2005 kon zijn minderheidscoalitie verder regeren ondanks verlies voor zijn eigen partij, maar dankzij winst voor zijn coalitiegenoot de Conservatieve partij en voor de Deense Volkspartij, die wederom buiten de regering bleef maar de coalitie steunde.
Na de verkiezingen van 13 november 2007 kon Rasmussen met zijn minderheidscoalitie verder regeren. Zijn eigen partij verloor zes zetels, zijn coalitiepartner, de Conservatieve Volkspartij, haalde een onveranderd aantal zetels. De nationaal-conservatieve Deense Volkspartij, die een zetel meer haalde, bleef wederom buiten de regering, maar gaf aan de coalitie te steunen.
De belangrijkste thema's bij de verkiezingen van november 2007 waren welvaartshervormingen en asiel. De oppositieleider, de sociaaldemocraat Helle Thorning-Schmidt, bekritiseerde Rasmussen vooral wegens de toestanden binnen gezondheids-, ouderen- en kinderzorg en in asielopvangcentra. Klimaatbeleid en de aanwezigheid van Deense troepen in Irak en Afghanistan speelden ook enige rol. Door het regerende blok werd in twijfel getrokken of de oppositie wel betere oplossingen voor deze vraagstukken had, en in het bijzonder of de oppositie een verantwoordelijke financieel en immigratiebeleid zou kunnen voeren. Ook werd Rasmussen een zogenaamde blokpolitiek en een te gecontroleerde regeringsstijl verweten. De regerende coalitie gaf echter aan dat 80% van de wetten door een brede parlementsmeerderheid worden goedgekeurd, een aantal dat sinds de voormalige sociaaldemocratische-links-liberale coalitie (1994-2001) niet verminderd werd. Het is een geschilpunt of de goede Deense economie wel een resultaat van de tegenwoordige coalitie is, of aan de economische conjuncturen in het algemeen te danken is.
Rasmussen voert ook gesprekken met de nieuwe rechts-liberale partij Ny Alliance over een ondersteuning. Dit zou problematisch kunnen worden, daar Ny Alliance als voornaamste politieke doel heeft aangegeven de invloed van de Deense Volkspartij te beperken. Met ondersteuning van de Deense Volkspartij en Ny Alliance heeft Rasmussen een meerderheid van 94 zetels tegen 85. Zou Ny Alliance samen met de oppositie stemmen, verschrompelt deze meerderheid tot 90-89. Een van de vier parlementsleden voor de Faeröer en Groenland heeft zich bij de fractie van Rasmussens partij aangesloten. Daar deze leden zich per traditie van de binnenlandse politiek onthouden, zou het kabinet in puur Deense zaken een meerderheid van 89-86 hebben, ook als Ny Alliance met de oppositie gaat stemmen.

## Rasmussen als secretaris-generaal van de NAVO
Begin april 2009 werd Rasmussen na onderhandelingen verkozen tot nieuwe afgevaardigde van de NAVO. Turkije dreigde een veto tegen de Deense kandidaat uit te spreken. De Turkse regering had namelijk twijfels over hem. Een van de redenen hiervoor was dat Rasmussen geen actie ondernam tegen ROJ TV, een televisiestation dat volgens de Turkse regering als spreekbuis dient van de Koerdische afscheidingsbeweging (PKK), een organisatie die door de NAVO als terroristisch wordt betiteld. Ook de kwestie rond de Deense spotprenten speelde een rol. Een verzoek van Turkije toentertijd, dat Rasmussen de ambassadeurs van islamitische landen toe moest spreken en de kwestie helder uit te leggen, werd destijds afgewezen door Rasmussen. ‘Hoe kunnen mensen die destijds niet voldoende aan de vrede bijdroegen, dat voortaan wel doen? Dit is voor ons een vraagteken en daarom sta ik negatief tegenover zijn kandidatuur’, zei premier Erdoğan.
Turkije ging toch akkoord op voorwaarde dat de nieuwe plaatsvervangend secretaris-generaal Turks zou worden (die speciaal zou worden belast met de contacten met islamitische landen), de leiding in Afghanistan in Turkse handen zou komen, Rasmussen uitleg geeft over de Deense spotprenten in het forum van Alliantie van Beschavingen en dat er actiever zou worden opgetreden tegen de PKK. Hij heeft op 5 april 2009 zijn ontslag als Deens premier ingediend. Zijn termijn als Secretaris-Generaal is begonnen op 1 augustus 2009. 

Bij zijn aantreden als secretaris-generaal maakte hij drie prioriteiten bekend:
- een succesvolle afronding leiden van de oorlog in Afghanistan
- de verbetering van de banden met Rusland
- de uitbreiding van de samenwerking met gematigde landen in Noord-Afrika en het Midden-Oosten

Augustus 2015: Anders Fogh Rasmussen komt bij de zakenbank Goldman Sachs in dienst als consultant, dat heeft de bank bevestigd.

## Eretekens
- Grootkruis Orde van de Dannebrog
- Grootkruis Orde van het Zuiderkruis
- Ridder Grootkruis Orde van Oranje-Nassau
- Grootkruis Orde van de Eikenkroon
- Grootkruis Orde van de Poolster